# Павлович Сергій Костянтинович
Сергій Костянтинович Павлович (біл. Сяргей Канстанцінавіч Паўловіч, псевдонім: Паляшук, 25 вересня 1875 року, c. Восовці Кобринський повіт, Гродненська губернія, нині Дорогичинський район, Берестейська область — 16 вересня 1940 року, Вільнюс) — білоруський педагог, публіцист, громадський та культурний діяч.

## Життєпис
Походив з духовенства.
Закінчив православну Вільнюську семінарію, Київську духовну академію (1899).
Працював у церковних закладах.
У 1909–1913 — викладач чоловічої 4-класної вчительської семінарії, реального училища імені Іопшиної, приватної жіночої гімназії імені Анісімової в Рогачеві Могильовської губернії (1909–1912).
У 1913–1918 — інспектор народних шкіл Вовковиського району Гродненської області.
У 1920-ті жив у Вільнюсі.
Член Білоруського наукового товариства; один із керівників Товариства білоруської школи.
У 1925–1928 — викладач і директор Вільнюської білоруської гімназії. Пропагував ідеї робочої школи. Активно виступав проти полонізації. Критикував примусове адміністрування в білоруських школах латинською мовою (брошура «Некалькі ўваг аб беларускім „Лемантары“ Ст. Любіч-Маеўскага», 1929).
Але Павлович також використовував латинський алфавіт (ABC «Zasieúki», 1937). Автор шкільних підручників та посібників. У публіцистці (особливо на сторінках того часу «Беларускі летапіс») багато уваги надавав питанням самоосвіти та домашньої освіти, культурно-освітньої роботи, релігійної освіти. Був заарештований польською владою в 1930 і 1933. У 1937 році видавав дитячий журнал «Снапок».